# Martin Bóna
Martin Bóna (1968 –) szlovák építészettörténész.

## Élete
Az aranyosmaróti gimnáziumban érettségizett, majd a pozsonyi Szlovák Műszaki Egyetemen tanult.

## Művei
- 2007 Encyklopédia slovenských hradov (társszerző)
- 2011 Hrad Gýmeš. Stručný sprievodca po zrúcanine hradu. Bratislava
- 2014 Hrad Pajštún sprievodca históriou. Bratislava (tsz. Ivan Mrva)
- 2015 Príspevok k datovaniu vzniku rotundy sv. Juraja v Nitrianskej Blatnici. In: Archaeologia Historica 40/2, 683-689. (tsz. Peter Barta)
- 2015 Hrad Hrušov. Sprievodca po zrúcanine hradu. Nitra (Monika Tihányiová)
- 2015 Hrad Revište. Sprievodca po zrúcanine hradu. Bratislava
- 2015 Kultúrno – historické pamiatky Stredného Ponitria. Topoľčany (tsz. Ján Lukačka)
- 2016 Kostol sv. Štefana Kráľa v Livine. Topoľčany
- 2017 Hygiena na hradoch z pohľadu novších výskumov vybraných lokalít západného a stredného Slovenska. In: Daniela Dvořáková (ed.): Stredoveké hrady na Slovensku. Bratislava, 169-187, 433-434.
- 2017 Oponický hrad. Dejiny, výskum a obnova pamiatky. Nitra (tsz. Dominik Repka – Peter Sater)
- 2018 Vznik a vývoj stredovekého hradu – Novoveké prestavby a osudy hradu do jeho zániku v 18. storočí. In: Život hradu Bystrica – Desaťročie nového panstva. Považská Bystrica, 15-39. (tsz. Miroslav Matejka)
- 2018 Hrad Uhrovec – Sprievodca po zrúcanine hradu. Bratislava (társszerző)
- 2019 Výsledky dendrochronologického výskumu obytnej veže Trenčianskeho hradu. Archaeologia historica 44/2, 665-675. (tsz. Peter Barta)
- 2020 Archeologický výskum šľachtického sídla v Markušovciach v roku 2019. Z minulosti Spiša XXVIII. (tsz. Kamil Švaňa – Michal Šimkovic – Ján Rákoš)
- 2024 Výsledky doterajšieho architektonicko-historického a archívneho výskumu hradu Čičava. Archaeologia historica 49/2, 427-456. (tsz. Šimkovic, M. – Janura, T.)
- Hrad Tematín